# Бонд-Флаша, Доминик
Доминик Эванджелин Бонд-Флаша (англ. Dominique Evangeline Bond-Flasza; род. 11 сентября 1996, Нью-Йорк, Нью-Йорк) — ямайская футболистка, правая защитница сборной Ямайки. Участница чемпионата мира 2019 года.

## Биография
Доминик родилась 11 сентября 1996 года в Нью-Йорке. Её мать родом с Ямайки, отец из Польши. До четырнадцати лет она постоянно жила в Канаде, затем переехала в Калифорнию. Играла в футбол за команду старшей школы Алисо Нигель, в составе которой выигрывала чемпионат штата. Также занималась лёгкой атлетикой.
После окончания школы Доминик поступила в Вашингтонский университет. С 2014 по 2017 играла в чемпионате NCAA за Вашингтон Хаскис. Всего провела восемьдесят два матча, забила два мяча. 25 апреля 2017 года Бонд-Флаша объявила о том, что продолжит профессиональную карьеру в составе клуба «Сиэтл Саундерс».
В июле 2018 года перешла в нидерландский ПСВ. В сезоне 2018/19 сыграла за команду в двадцати одном матче, забила один мяч. В марте Доминик продлила контракт с командой ещё на один год.
За национальную сборную дебютировала в октябре 2018 года. В ходе отборочного турнира к чемпионату мира 2019 года забила решающий послематчевый пенальти в ворота Панамы, выведший сборную Ямайки в финальный турнир. Вошла в заявку команды на игры финальной стадии турнира.